# Hoya matavanuensis
Hoya matavanuensis är en oleanderväxtart som beskrevs av Kloppenb.. Hoya matavanuensis ingår i släktet Hoya och familjen oleanderväxter. Inga underarter finns listade i Catalogue of Life.